# Screwball Squirrel (curta de animação)
Criado por Tex Avery, "Screwball Squirrel", de 1944, foi um episódio da série homônima feito na Metro-Goldwyn-Mayer. No Brasil, o episódio foi chamado de "O Esquilo Maluco" e "Esquilo Biruta"

### Parte I - A estreia dos esquilos
A história começa numa linda floresta com passarinhos amarelos e azuis voando, quando em cima de um galho, aparece Sammy, o esquilo, que desce correndo com uma cesta e começa a apanhar nozes, quando de repente, o protagonista da história, Esquilo Maluco, encostado numa árvore, pisa numa noz e impede de Sammy apanhá-la. Sammy diz oi e o Esquilo responde-o com um oi e dando sua clássica "inspiração-de-ar".
O protagonista então joga a noz para o alto, pega-o e pergunta "que tipo de desenho é esse?". Sammy então fala os nomes de seus amigos e suas espécies respectivamente enquanto a estrela deste filme anda junto com ele até uma árvore, nesta árvore, o Esquilo Maluco bate em Sammy, sai sozinho e aí começa, realmente, a história.

### Parte II - O telefone
O Esquilo Maluco vai a uma cabine telefônica e recebe uma ligação do Cabeça-Oca e pergunta se ele "caça esquilos?", o cachorro então diz, gaguejando, que "apenas caça pássaros" - o Esquilo diz então que ele "é muito lento para caçar esquilos" e, na hora que ele "iria" xingar, ele fecha a porta da cabine, cospe com a língua para o telefone e sai da cabine. Quando ele sai da cabine, o Cabeça-Oca chega e fica de frente ao Esquilo muito bravo, o Esquilo então diz que "sabia que iria irritar ele (o cachorro)" e ri da cara dele. O Esquilo após isso, puxa o nariz do canino e sai correndo para um buraco de uma árvore.

### Parte III - Duas árvores e mil e umagags
O Esquilo, depois de ir a um buraco numa árvore, "trás para si" o outro buraco da árvore na qual o Cabeça-Oca ia entrar, então o cachorro bate na árvore e a árvore fica marcada logo depois. O maluco pula em cima da cabeça do cão, vai a outra árvore e escala-a. O cachorro pega uma enorme serra e começa a cortar a árvore, porém, a câmera só mostra o cachorro e, em seguida, mostra o esquilo do outro lado da serra. O Esquilo, novamente, diz oi e dá sua clássica "inspiração-de-ar". O cachorro tenta pegar o protagonista, porém o Esquilo sai e cai na serra, que como se fosse um trampolim, joga o cachorro para cima e, para não cair, segura-se em um galho. No galho, o Esquilo aparece apresentando-o uma arma e manda o cão ficar com "as mãos para o alto", e o cão assustado, solta as mãos do galho e cai. O Esquilo joga a arma para o buraco que ele entrou e pensa que está tudo resolvido, quando o Cabeça-Oca aparece com a mesma arma e mira em direção ao esquizofrênico. O cão segue o Esquilo até que o louco perde-se de vista da tela e apenas deixa uma carta escrita "IDIOTA!" em frente ao cão, que fica impressionado. Atrás do Cabeça-Oca, aparece o Esquilo Maluco cortando pedaço do galho na qual o cachorro estava com serra (desta vez pequena) e o cachorro cai.

### Parte IV - A estreia da gargalhada de Pinto Colvig
O Esquilo Maluco desce da árvore com uma rede e diz que irá salvar o cão que está caindo. O Esquilo se ajeita vendo a posição do cão e, na hora que o cachorro estava próximo, ele tira a rede do ângulo e diz que "é um horror", que "esqueceu de pegá-lo" (fazendo um sinal de "pequeno" ou de "encaixe" com a mão) e começa a dar sua gargalhada clássica (feita na dublagem original por Pinto Colvig). O cachorro em seguida levanta estressado, olha pra o Esquilo, que assusta-se, dá um beijo nele e corre.

### Parte V -Gagda travada do disco de vinil
Os dois correm (o Esquilo Maluco fugindo e o Cabeça-Oca tentando mordê-lo) enquanto toca Final de Guillaume Tell (a famosa música usada para corrida de cavalos). A gag ocorre quando o disco de vinil que estava tocando a música trava e a corrida dos dois trava também, fazendo eles andarem dois fremes repetitivamente. O Esquilo se pergunta olhando para a câmera. A gag acaba quando o Esquilo resolve a situação e eles voltam a correr.

### Parte VI - De cima para baixo
Os dois correm até uma rocha, quando o Esquilo pega uma bomba e entrega ao Cabeça-Oca. Assustado, ele cava um buraco no chão, põe a bomba lá, senta-se em cima e, enfim, a bomba explode e o cachorro voa. O Esquilo Maluco corre atrás do cão com uma rede para tentar pegá-lo, de novo. O Esquilo corre até cair de um penhasco, na qual caindo, solta a rede e começa a rezar. Lá em baixo, o cão com a rede segura o Esquilo, na qual dá-lhe um beijo e enterra-o batendo em sua cabeça.

### Parte VII - Você não vai me bater de novo, vai?
O maluco corre em direção a um tronco e segura um taco de beisebol. O cão segue-o, põe a cabeça dentro do tronco, tira e pergunta: "Você não vai me bater de novo, vai?". O Esquilo então diz: "Mas que pergunta!" e começa a gargalhar, de novo. O cão então, "enganado", corre dentro do tronco e o Esquilo bate-lhe levando-o a uma árvore ao fundo.

### Parte VIII - Apenas um papel pega-mosca, ora
O Esquilo segura um papel pega-mosca e joga na cara do Cabeça-Oca, que tem seu rosto "colado" no papel. O Esquilo se impressiona criando múltiplas cabeças e, "envergonhado", diz que "isso (o rosto) pertence a você (o Cabeça-Oca)", começa a rir e corre. O Esquilo então fica atrás de outra rocha e se pergunta "qual a próxima cena" e "levanta" o papel do freme atual e vê-o segurando, de novo, um taco de beisebol, só que dessa vez de baixo de outra árvore e então ele faz o que o seu futuro ele estava fazendo (segurando um taco de beisebol).

### Parte IX - Meios de transportes
O Esquilo pega um taco de beisebol e fica em baixo de uma árvore, Cabeça-Oca segue-o e diz que pegou-o - O Esquilo diz que estava esperando um bonde, o bonde aparece, o bonde some, volta com o Esquilo que bate-lhe com um taco. Os dois vão a um barco que estava atracado em uma praia, o Cabeça-Oca entra em um quarto no barco estressado procurando o Esquilo enquanto o de mesmo estava do lado de fora olhando para ele. O Esquilo pega uma placa e pinta com uma tinta azul que estava ao seu lado o mar e fica balançando na janela para o Cabeça-Oca enquanto toca Sobre las Olas de forma cômica. O cachorro fica enjoado e vai embora. O Esquilo fala que o "idiota (Cabeça-Oca) teve enjoo do mar" e diz que só "fez assim" e balança a placa para si. O Esquilo enjoa-se e põe um cartaz escrito: "Um momento, por favor". Os dois voltam e o Esquilo pergunta se o Cabeça-Oca estava bem, o cachorro diz que sim e eles voltam a correr.

### Parte X - Quase o fim, Cabeça-Oca
Os dois entram em um barril que desce rolando sobre uma ladeira. Lá em baixo, estava o Esquilo Maluco tocando bateria fazendo o som que o desenho estava fazendo enquanto caía o barril (isso foi uma gag). Quando o barril bate em uma árvore, ele bate com força na bateria e toca um assobiador de passarinho. 
O cão, cansado e desgastado, diz que sofreu o bastante e pede para o desenho acabar. O desenho quase acaba, porém, o Esquilo retorna a tela normalmente e diz para esperar mais um pouco.

### Parte XI - Esconde-esconde/Pique-esconde
O Esquilo diz que é esportista e propõe um trato: jogar esconde-esconde/pique-esconde. Se o cão achá-lo, ele poderá pegá-lo. O Esquilo pega uma árvore e põe na cara do cão que começa a contar. O cão, sem saber, está em cima de uma linha férrea que está vindo um trem, enquanto isso, o maluco está observando o cachorro sentado numa cadeira de estúdio de gravação de filme. O trem vem, empurra o cão que está contando, e, quando o cão iria sair, ele cai e se quebra todo no chão.

### Parte XII - O fim
O Esquilo pergunta se nós (os espectadores) queremos saber de um segredo: se a gente quer saber como ele (o Esquilo) pegou o Cabeça-Oca. O Esquilo então mostra seu irmão-gêmeo e começam a gargalhar. O Cabeça-Oca, destruído, diz que também tinha um irmão-gêmeo, pegam o Esquilo e começam a rir. Do nada, aparece Sammy e diz que o desenho dele "seria mais bonito". Os gêmeos então dizem "isso não!" e batem em Sammy. O desenho acaba com o famoso "FIM" e aparece que foi feito pela MGM.
A parte legal desse fim é que o irmão gêmeo de cada um está apenas no lado inverso, pois, eles repetem o que o outro faz lealmente

## Resumo
O Esquilo foge do Cabeça-Oca que está tentando pegá-lo

## Dublagem brasileira
- Telecine (feita no Rio de Janeiro ): "O Esquilo Maluco"
- S&C (feita em São Paulo ): "Esquilo Biruta"

## Créditos do desenho
- Direção: Tex Avery
- Animação: Preston Blair, Ed Love e Ray Abrams (animador)
- História: Henry Wilson Allen
- Música: Scott Bradley